# Occella dodecaedron
Occella dodecaedron és una espècie de peix pertanyent a la família dels agònids.

## Descripció
- Fa 21,6 cm de llargària màxima.[3]

## Depredadors
A Rússia és depredat per Megalocottus platycephalus.

## Hàbitat
És un peix marí, demersal i de clima temperat (65°N-51°N, 140°E-138°W) que viu entre 0-325 m de fondària.

## Distribució geogràfica
Es troba a Alaska, el Japó i Rússia, incloent-hi el nord del mar del Japó, el mar d'Okhotsk i el golf d'Alaska.

## Observacions
És inofensiu per als humans.